# サウルとダヴィデ
『サウルとダヴィデ』（デンマーク語: Saul og David）は、カール・ニールセンが作曲した4幕形式のオペラ。アイナ・クレスチャンスンによるリブレットは旧約聖書のサムエル記から採られた、サウルが若きダビデに嫉妬する物語を扱う。初演は1902年11月28日にコペンハーゲンの王立劇場で行われた。
本作はデンマークでも屈指の重要性を誇る劇場向け音楽作品であるが、非常に劇的なエピソードが、長さでは勝り精力では劣るシーンにより隔てられている箇所が多いため上演には困難を伴う。合唱の場面が作中のハイライトであることは間違いない。劇的かつ抒情的な音楽はあらゆる後期ロマン派の影響を受けていない。しかしながら、このことにより本作がいまだ広い人気を獲得できない理由が説明されるのかもしれない。

## 作曲の経緯

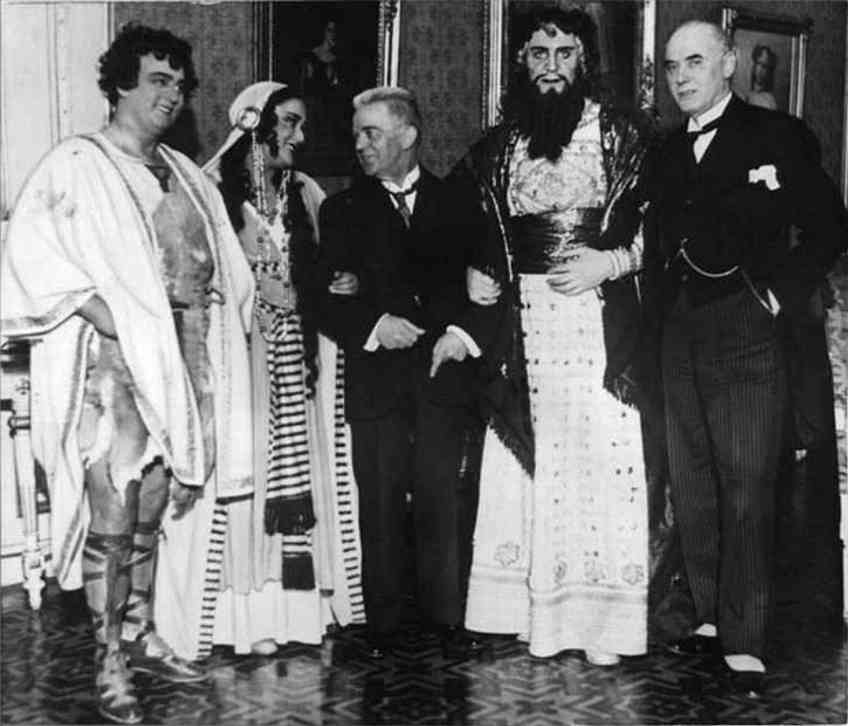
カール・ニールセン、1931年にストックホルムで行われた『サウルとダヴィデ』の公演にて。

音楽の制作は2年という期間にわたってややゆっくりと進められた。この時期の一部にあたる1899年12月から1900年6月の間にはニールセンはローマに長期滞在していた。1901年4月に書き上げられると、作品は裁定を受けるために王立劇場へと提出された。指揮者のヨハン・スヴェンセンは「隅々にまで自立した才能ある芸術家の刻印を有する非常に興味深い作品」でありその作曲家は「明晰さと確信」を露わにしていると言及し、このオペラは早期に上演されるべきであると推薦を行った。

## 演奏史
1902年11月28日の初演は、少なくとも一部の聴衆には熱狂的に受け入れられた。複数名の評論家が作曲者の友人や支援者らの一団による鳴りやまぬ拍手について語っているからである。『ポリティケン』紙のヴィルヤム・ビーアントはニールセンが「強い自信と極めて自然な熱意をもって演奏を指揮した」と述べる一方で、この作品が将来の公演でも同じだけの熱狂を集めることが出来るかどうかについては疑問視している。他の複数の評論家が指摘するのはその交響的扱い、冷静な劇的手法、大規模な合唱曲から、本作はクラシック音楽の感覚ではほとんどオペラとは呼べずオラトリオにより近づいているということであった。
ニールセンの生前には『サウルとダヴィデ』のコペンハーゲン公演はわずかの回数しかなく、ドレスデンやウィーンで本作を披露しようという彼の努力もむなしく国外での初演が叶ったのはようやく1928年のヨーテボリでのことだった。ヨーテボリ公演の千秋楽を自ら指揮したニールセンは、自身の雑記帳に評論家から熱狂的に迎えられたと記している。
英国初演は1977年2月にロンドンでユニヴァーシティ・カレッジ・オペラ協会によって行われた。

## 配役
| 人物名                           | 声域                         | 初演 1902年11月28日 （指揮:カール・ニールセン） |
| -------------------------------- | ---------------------------- | ----------------------------------------------- |
| サウル、イスラエルの王           | バスバリトン                 | ニルス・ユール・スィモンセ                      |
| ダビデ、牛飼い                   | テノール                     | ヴィルヘルム・ヒーロル                          |
| ミカル、サウルの娘               | ソプラノ                     | イミーリェ・ウルレク                            |
| ヨナタン、サウルの息子           | テノール                     | ピーダ・コニーリウス                            |
| サムエル、イスラエルの預言者     | バス                         | ミュラ                                          |
| アブネル、サウルの上官           | バスバリトン                 | ヘリェ・ニスン                                  |
| アビシャイ、ダヴィデの付き人     | ボーイソプラノまたはソプラノ | マグレーデ・リントロプ                          |
| エンドアの魔女                   | コントラルト                 | イリザベト・ドンス                              |
| 合唱: イスラエル人たち、兵士たち |                              |                                                 |

## あらすじ

### 第1幕
サウルと彼の兵たちはペリシテ人との戦の前に、神への生贄とすべくギルガルでサムエルの到着を待っている。しかしサムエルが刻限までに姿を見せないため、サウルが自ら生贄を演じることとなる。そのすぐ後に到着したサムエルは王の行いを非難し、神はサウルを呪うだろうと宣告する。サウルが後悔するもサムエルの態度は揺らぐことなく、サウルは絶望に陥る。ヨナタンの友であるダヴィデが自らの歌でサウルを慰撫する。ミカルとダヴィデは恋に落ちる。

### 第2幕

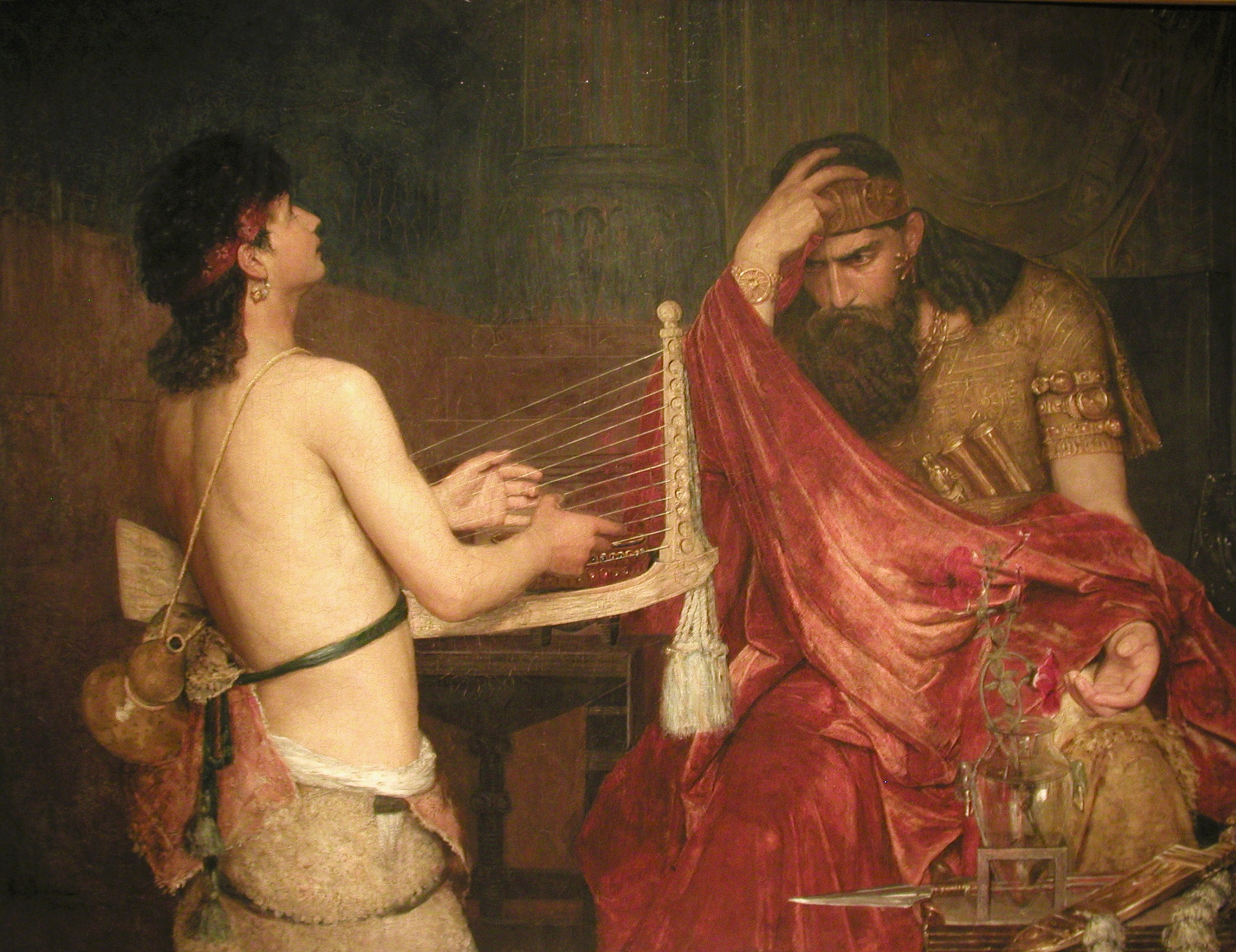
『ダヴィデとサウル』 アーンシュト・ユーセフソン画 1878年

アブネルがサウルのために歌うダヴィデを遮り、ペリシテ人の大将ゴリアテが戦いを申し込んできたことを告げる。サウルはゴリアテを打ち負かした者は誰であれミカルを手にすることが出来ると約束する。ダヴィデが挑戦を受けて成功する。サウルはダヴィデが受ける追従にたちまち嫉妬を催し、ダヴィデは王の怒りを免れるべく逃亡する。

### 第3幕
ダヴィデとアビシャイは皆が寝静まった頃合いにサウルの陣営を訪れる。ダヴィデはサウルの槍と水入れを取り、自分が王の側まで来ながらも危害を加えなかったことを示そうとする。彼は丘の上から叫んで陣の皆を目覚めさせ和解を懇願するが、到着したサムエルによって未遂に終わる。サムエルはダヴィデが新たなイスラエルの王であると聖別して息絶える。サウルの妬みは再び燃え上がり、ダヴィデはミカルと共に姿を消す。

### 第4幕
サウルとアブネルはサムエルの魂を死から蘇らせてくれるようエンドアの魔女を説き伏せている。サウルはサムエルに対ペリシテ人での協力を懇願するが、サムエルは神がサウルを見捨てたのだと述べ、サウルと彼の息子たちは全員が日が変わるまでに落命すると宣告する。続いて戦闘となり、ヨナタンが致命傷を受ける。絶望したサウルは自らの剣の上に崩れ落ちる。人々はダヴィデが自分たちの新たな王だと喝采を送るが、ダヴィデはサウルとヨナタンの死により失意に沈むのであった。